# Can Buscatells
Can Buscatells és un edifici entre mitgeres situat al nucli urbà d'Hostalric (Selva). És una obra inclosa en l'Inventari del Patrimoni Arquitectònic de Catalunya.

## Descripció
És un edifici de planta rectangular, té planta baixa i dos pisos, ràfec de cinc fileres i coberta de teula àrab.

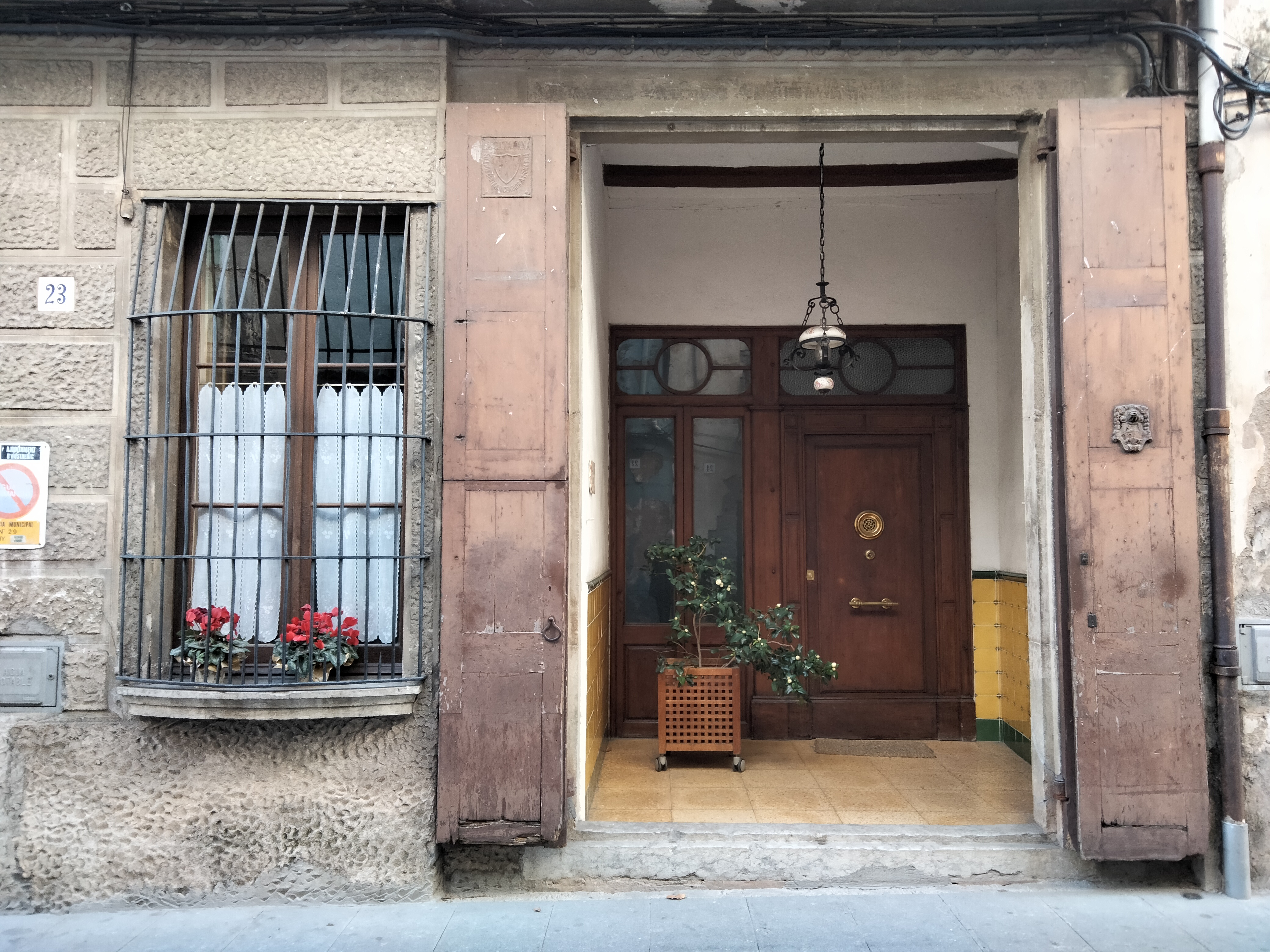
Portal i finestra de la planta baixa

Té una façana amb encoixinat. A la planta baixa hi ha un portal de garatge, en arc deprimit convexe. Al costat una finestra amb una reixa de ferro forjat i segueix la porta d'entrada amb forma quadrangular.
Als dos pisos superiors, hi ha uns balcons que ocupen tota la façana amb barana de ferro forjat i quatre obertures amb arc carpanell rebaixat. Sota els balcons, i imitant una cornisa, hi ha unes decoracions en esgrafiat amb motius vegetals.